# Ligamentum transversum humeri
Het ligamentum transversum humeri, een Latijnse anatomische uitdrukking die letterlijk 'dwarsverbinding van het opperarmbeen' betekent, is een bindweefselband of ligament dat het tuberculum minus (letterlijk 'kleinere knobbel') verbindt met het tuberculum majus ('grotere knobbel') van het opperarmbeen ('humerus'). Beide tubercula zijn verdikkingen van het bot waartussen zich een groeve bevindt. Het ligamentum transversum humeri houdt de pees van de lange kop van de biceps stevig in deze groeve tussen beide tubercula. Deze groeve wordt sulcus intertubercularis humeri genoemd oftewel 'gleuf tussen de knobbels van het opperarmbeen'. 